# Arbul
El despoblat d'Arbul (de vegades escrit Erbul o Arbull) és una antiga caseria de poblament dispers del terme de Fígols de Tremp, agregat el 1970 al terme municipal de Tremp. Havia pertangut al terme de Castissent, que després passà a denominar-se Eroles i més tard Fígols de Tremp.
Està situat al sud-oest de Tremp, a uns 18 quilòmetres, amb un accés final una mica difícil; és a la mateixa carena de Montllobar, en el seu extrem sud-oest, a prop del límit del terme.
La caseria és del tot desapareguda, i la majoria dels masos que la formaven, arruïnats. Només en queden un parell en bon estat; dels altres, vestigis.
S'hi conserva, però, el santuari de la Mare de Déu d'Arbul, així com algunes restes del castell d'Arbul, la casa de Miravet d'Arbul i, a prop, el Mas de Francisquet. Una mica més allunyada, al nord-oest, hi ha també la Masieta, i encara més al nord el Mas de Carrasquet.

## Etimologia
Arbul és un dels topònims més controvertits de tot el Pallars. Segons Joan Coromines, no ha de ser Arbull, sinó Arbul o Erbul. Segons aquest lingüista, sens dubte la màxima autoritat en lexicologia històrica del català, aquest topònim prové de les arrels basques erb- (llebre) i lohi (llot), que hauria format el mot Erbuloi (llot de la llebre o aiguamoll de la llebre), que vindria a coincidir amb els topònims romànics Fontllebrera o Vall-llebrera.
El topònim aprovat en el nomenclàtor de toponímia major de Catalunya és Arbul.

## Història
El poble d'Arbull fou cedit a l'orde de l'Hospital de Jerusalem pel comte Arnau de Pallars el 1157. Fins a la Desamortització de Madoz depengué de la comanda de Susterris, el comanador de la qual hi exercia la jurisdicció civil i criminal, mer i mixt imperi i nomenava batlle. L'església també era dels hospitalers. El comanador, com a senyor, rebia els delmes i primícies del terme. En època moderna el poble entrà en crisi i s'anà despoblant. En la visita prioral que els hospitalers hi realitzaren l'any 1746, es diu que el lloc ja estava deshabitat i que només hi quedaven alguns vestigis de cases.
Des de les restes d'Arbull, situades sobre un cingle elevat, hom hi pot contemplar una panoràmica bellíssima de les valls i les serres del sud. Entre les runes de l'antiga població queden les restes d'un castell i, al seu davant, una antiga església (probable capella castral en origen), reconstruïda en època tardana. A la vora d'aquests edificis, s'hi veuen nombrosos vestigis de l'antiga població, la qual cosa fa pensar que tenia unes quantes cases o masos.
En el Diccionario geográfico... de Pascual Madoz, del 1845, Arbul té el seu raconet, en forma d'article. Pertanyia al terme de Puigverd, i hi havia 6 cases o masies, bastant separades les unes de les altres, i una ermita o santuari molt antiga, amb ermità, on es feien dos grans aplecs, el 3 de maig i el 8 de setembre. A Arbul es produïen roures, alzines, matolls i bones pastures per a ovelles i cabres; sègol, patates i llegums.